# Дёмин, Александр Алексеевич
Александр Алексеевич Дёмин (17 сентября 1961, Владивосток, СССР — 14 ноября 2002, там же, Россия) — советский и российский рок-музыкант, поэт, автор и исполнитель блюзов. Обладатель звания «Открытие года» на «Рок-параде» в Комсомольске-на-Амуре (1988), лауреат всесоюзного фестиваля «Рок-лидер» (1988) и литературной премии «Самородок-2015».

## Биография
Александр Дёмин родился во Владивостоке в 1961 году. Окончил отделение японской филологии восточного факультета ДВГУ. Первую свою песню написал в 1978 году во время учебы на первом курсе университета. В 1979 году написал цикл из 15 песен под названием «Страна Дураков», некоторые из которых вошли в будущие альбомы. Во время работы в дальневосточном пароходстве в одном из рейсов познакомился с чернокожим музыкантом, который обучил его игре на губной гармонике, впоследствии она стала постоянным музыкальным инструментом Дёмина.
C 1986 года выступает на фестивалях неформальных молодежных творческих объединений. В 1987 году накопившийся за многие годы материал оформился в концертную программу «Закрытый город». В 1988 году Дёмин получил звание «Открытие года» за программу «Грязные блюзы» на «Рок-параде» в Комсомольске-на-Амуре и стал лауреатом всесоюзного фестиваля «Рок-лидер» в Иркутске. В 1990 году выступает на фестивале «Рок-Акустика» в Череповце и совместно с группой Зоопарк записывает альбом «Заткнись и танцуй».
Для текстов Дёмина характерно обилие литературных реминисценций (чаще всего-Кортасар, Дилан, Сэлинджер, литература «разбитого поколения»), наложенных на реалии города, каким видят его сам Дёмин и его современники. Критики отмечали, что у Дёмина есть «то, чего нет пока больше ни у кого в городе: умение пощекотать и мозги снобов, и руки экстремистов, и уши подростков».
В постперестроечные 1990-е годы Дёмин практически отошёл от музыки, занимаясь переводами с японского и английского. В 1999 году снялся для программы ТРК «Владивосток» о владивостокском роке «Настоящее совершенное».
11 марта 2000 года участвовал в совместном концерте бывших участников группы Зоопарк, и группы Заповедник, на памятном концерте М. Науменко в ДК Горбунова. В 2001 году записал студийный альбом «В предложенных условиях». Умер при невыясненных обстоятельствах во Владивостоке в 2002 году.

## Наследие
Несмотря на нерегулярные выступления, влияние его творчества на всю дальневосточную рок-сцену было огромным. Журналисты называют Дёмина одним из лучших блюзменов страны и сравнивают его с Майком Науменко, Бобом Диланом и Уистеном Хью Оденом. Проводились памятные концерты во Владивостоке и Москве.

В 2008 году студией Отделение «Выход» выпущен последний альбом Дёмина «Грязные блюзы». На басу в записи играл Илья Куликов, бас-гитарист «Зоопарка». Музыкальный критик журнала Rolling Stone Андрей Бухарин написал, что издание альбома одного из «потерянных звеньев» русского рока можно только приветствовать, и заметил, что Александр Дёмин и Майк Науменко очень дружили и даже их жизненные пути закончились примерно одинаково, хотя и с разницей в одиннадцать лет.
Издано несколько сборников стихов и рисунков Дёмина.
В 2015 году Дёмин посмертно был удостоен литературной премии «Самородок-2015».

## Дискография
Aльбомы
- 1987 — «Закрытый город»
- 1988 — «Тактика выжженной земли»
- 1990 — «Заткнись и танцуй, Часть 1» (совместно с группой «Зоопарк»)
- 2001 — «В предложенных условиях»
- 2008 — «Грязные блюзы»

## Факты
- Гитара Дёмина использовалась при съемке клипа И. Лагутенко «Четвертый троллейбус»[17].[значимость факта?]

- В 2007 году Максим Немцов опубликовал ранее неизвестное интервью Дёмина, взятое им в 1987 году для журнала ДВР[18].[значимость факта?]